# 헨리 시즈윅

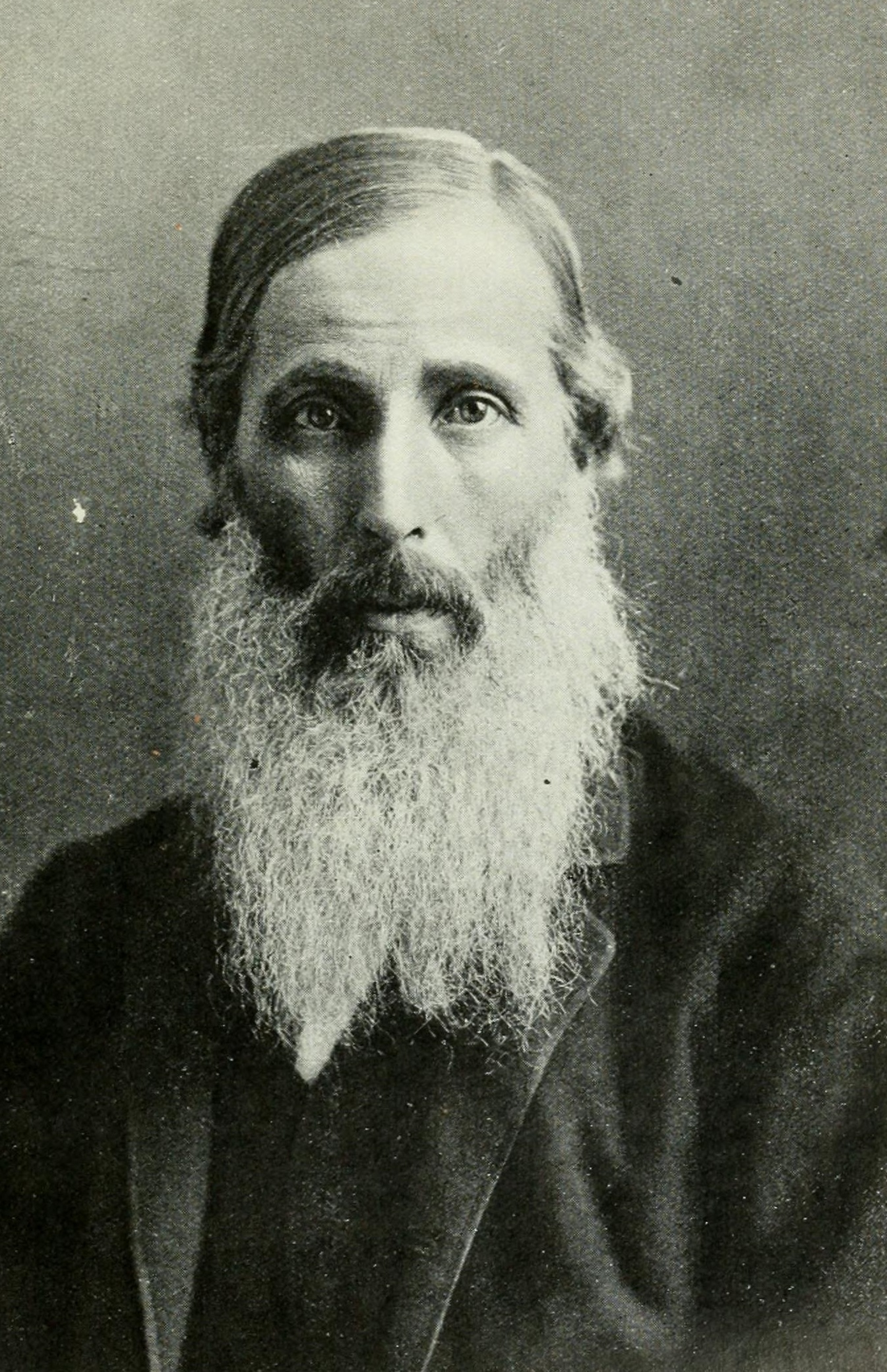

헨리 시즈윅(Henry Sidgwick, 1838년 5월 31일 ~ 1900년 8월 28일)은 영국의 공리주의 철학자이자 경제학자였다.
시즈윅은 윤리학적 방법의 가능한 모든 시도는 이기주의, 공리주의 및 직관주의의 세 가지 접근법으로 요약 될 수 있다고 하였다. 이기주의는 행위의 행위자에서 생산하는 행복의 관점에서 행동을 정당화하는 이론을 말한다. 공리주의는 그 행위에 영향을 받는 모든 사람들의 행복에 기여하고자 한다. 직관주의는 행복 이외의 목적이 수용 가능할 수 있으며 행복을 촉진하는 것 이외의 지침이 목적에 적합한 수단일 수 있음을 나타낸다. 시즈윅은 이기주의도 직관주의도 이성적인 행동을 위한 적절한 기반을 제공할 수 없다고 주장했다. 대신 그는 칸트의 범주적 명령과 병행하여 자아의 즐거움과 타인의 즐거움 사이의 명백한 갈등을 조화시키려는 "보편 쾌락주의"체계를 제안했다.